# Карим Багери
Карим Багери е известен ирански футболист, който е роден на 20 февруари 1974 г. в град Тебриз. Багери е един от най-популярните ирански футболисти, състезавал се дълго време в Бундеслигата, където получава прозвището „иранския Кантона“. Багери играе най-споучливо на поста плеймейкър от всички позиции, на които е бил използван от своите треньори.

## Кариера
Футболната си кариера започва в иранския отбор Терактор, след което преминава в по-известния Персеполис. През 1997 г. съгледвачи на немския футболен отбор Арминия (Билефелд) забелязват таланта на младия иранец и го привличат в редиците на отбора. Първият сезон на Багери в Бундеслигата, обаче се оказва неуспешен и отбора изпада във Втора Бундеслига. Във втория ешелон на футболна Германия, Багери преминава на поста либеро, по настояване на старши треньора, който има тактически основания и иска да експериментира с новата позиция на иранеца. Този пост обаче не допада на Багери и след разногласия с треньорското ръководство, футболиста се завръща отново в отбора на Персополис. След един сезон, който прекарва на родна земя, Багери отново е продаден на Ал-Насър, футболен клуб от Обединените Арабски Емирства. От Ал Насър, Багери е привлечен в редиците на английския Чарлтън Атлетик за сумата от 400 000 паунда. По този начин Багери се превръща в първия ирански фурболист, състезавал се на британска земя. След един сезон прекаран по терените на Англия, Багери се сменя атмосферата на „пуританска Англия“ с футболните традиции на Катар, където играе за местния Ал Сад. За националния отбор на Иран, Карим Багери дебютира на 19-годишна възраст срещи отбора на Пакистан в световна квалификация от зона Азия през 1993 г. На 2 май 1997 г., Багери прави голов рекорд за националния отбор на Иран, след като отбелязва седем гола срещу отбора на Малдивските острови.